# Garden Key
Garden Key est une île des Keys, archipel des États-Unis d'Amérique situé dans l'océan Atlantique au sud de la péninsule de Floride. Elle relève du parc national des Dry Tortugas. Le Fort Jefferson occupe la quasi-totalité de l'île ; le phare de Garden Key occupe un angle.